# Архипп (сын Акаста)
Архипп (др.-греч.  Ἄρχιππος «предводитель кавалерии»), сын Акаста. Согласно мифической летописной традиции позднеантичного отца церкви Евсевия Кесарийского после смерти своего отца Архипп наследовал ему и стал третьим по счёту архонтом Афин в 1049—1013 годах до нашей эры.
Татиан Ассириец утверждает, что во время его правления была волна эмиграции в Ионию, и ссылается на Филохора, историка и мифографа начала III века до нашей эры. Евсевий, напротив, связывает эту эмиграцию со сроком правления Акаста, хотя и цитирует Татиана в другом месте .
После Архиппа архонтом стал его сын Терсипп.